# Waldo, Kansas
Waldo är en ort i Russell County i Kansas. Vid 2010 års folkräkning hade Waldo 30 invånare.